# Žažina
Žažina je naselje u Republici Hrvatskoj, u sastavu Općine Lekenik, Sisačko-moslavačka županija. 

## Stanovništvo
Prema popisu stanovništva iz 2001. godine, naselje je imalo 369 stanovnika te 117 obiteljskih kućanstava.
| broj stanovnika | 208   | 221   | 219   | 243   | 249   | 247   | 263   | 302   | 272   | 256   | 299   | 312   | 338   | 379   | 369   | 355   | 275   |
|                 | 1857. | 1869. | 1880. | 1890. | 1900. | 1910. | 1921. | 1931. | 1948. | 1953. | 1961. | 1971. | 1981. | 1991. | 2001. | 2011. | 2021. |

## Potres 2020.
Prilikom potresa kod Petrinje 2020., jedna je osoba poginula pri urušavanju lokalne crkve, dok je troje ostalih prisutnih na mjestu uspjelo pobjeći. Crkva sv. Nikole biskupa nije izdržala snažni potres. Urušio se zvonik i strop građevine.